# كنيس قرطبة
كنيس قرطبة (بالإسبانية: Sinagoga de Córdoba) هو معبد يهودي في ملاح قرطبة القديم. بني في عهد الأندلس وهو الكنيس الوحيد المتبقي في أندلوسيا وواحد من الثلاثة الوحيدة المتبقية من هذا العهد الموجودة في إسبانيا، مع كنيس شموئيل اللاوي وكنيس بن شوشان وكلاهما في طليطلة. انضم إلى قائمة معالم تراثية ذات أهمية ثقافية في إسبانيا في تصنيف «معلم» يوم 24 يناير 1885. 
كنيس قرطبة يشكل جزءا من مركز قرطبة التاريخي الذي صار موقع التراث العالمي من قبل يونسكو سنة 1994.

## تاريخ

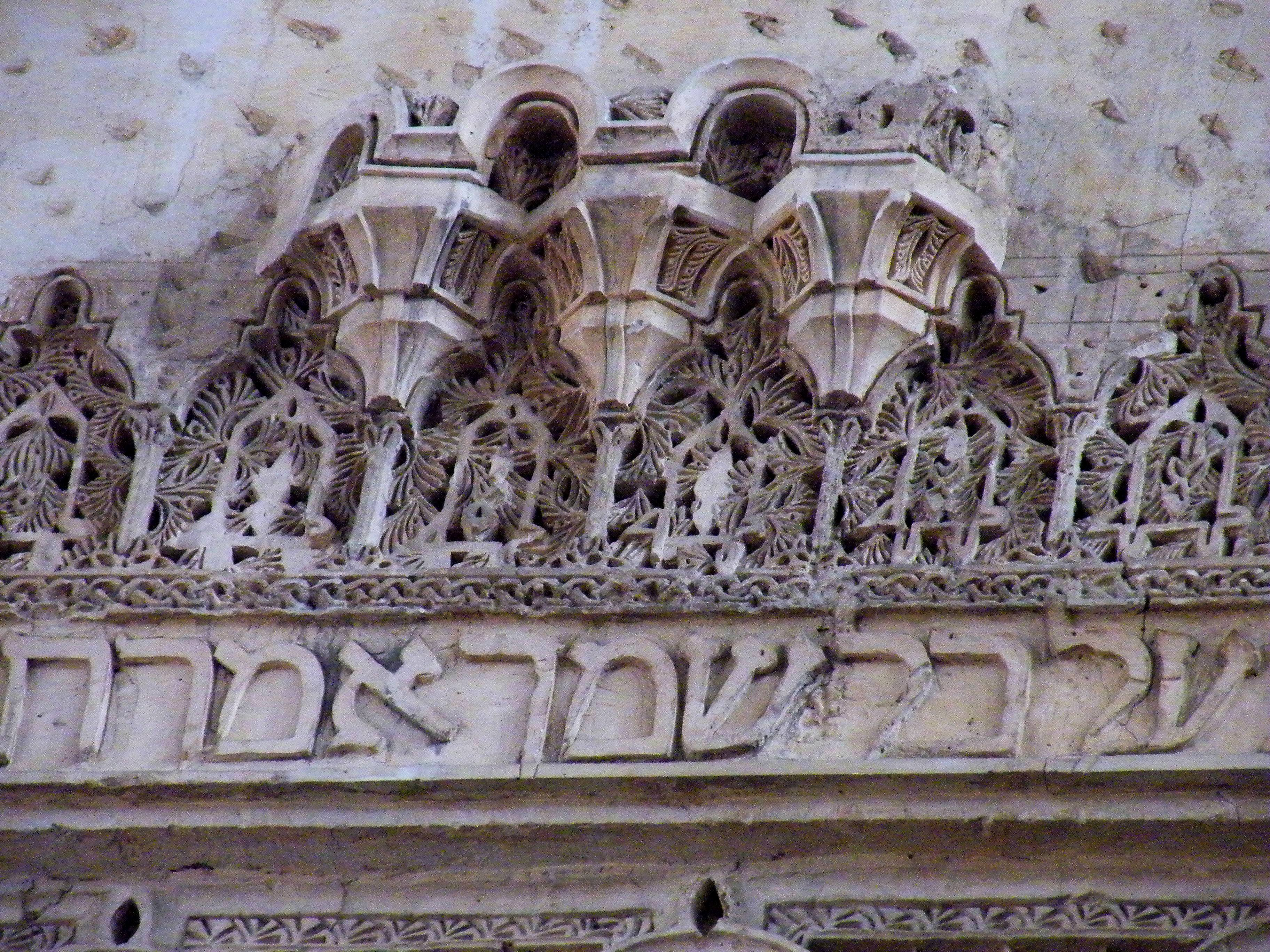
نقش على الجدار الشرقي

هذا المعبد بني سنة 1315 (سنة 5075 اليهودية) على يد العريف (المهندس باللهجة الأندلسية) إسحاق محب وفق النقش على اللوحة التأسيسية داخل الكنيس.

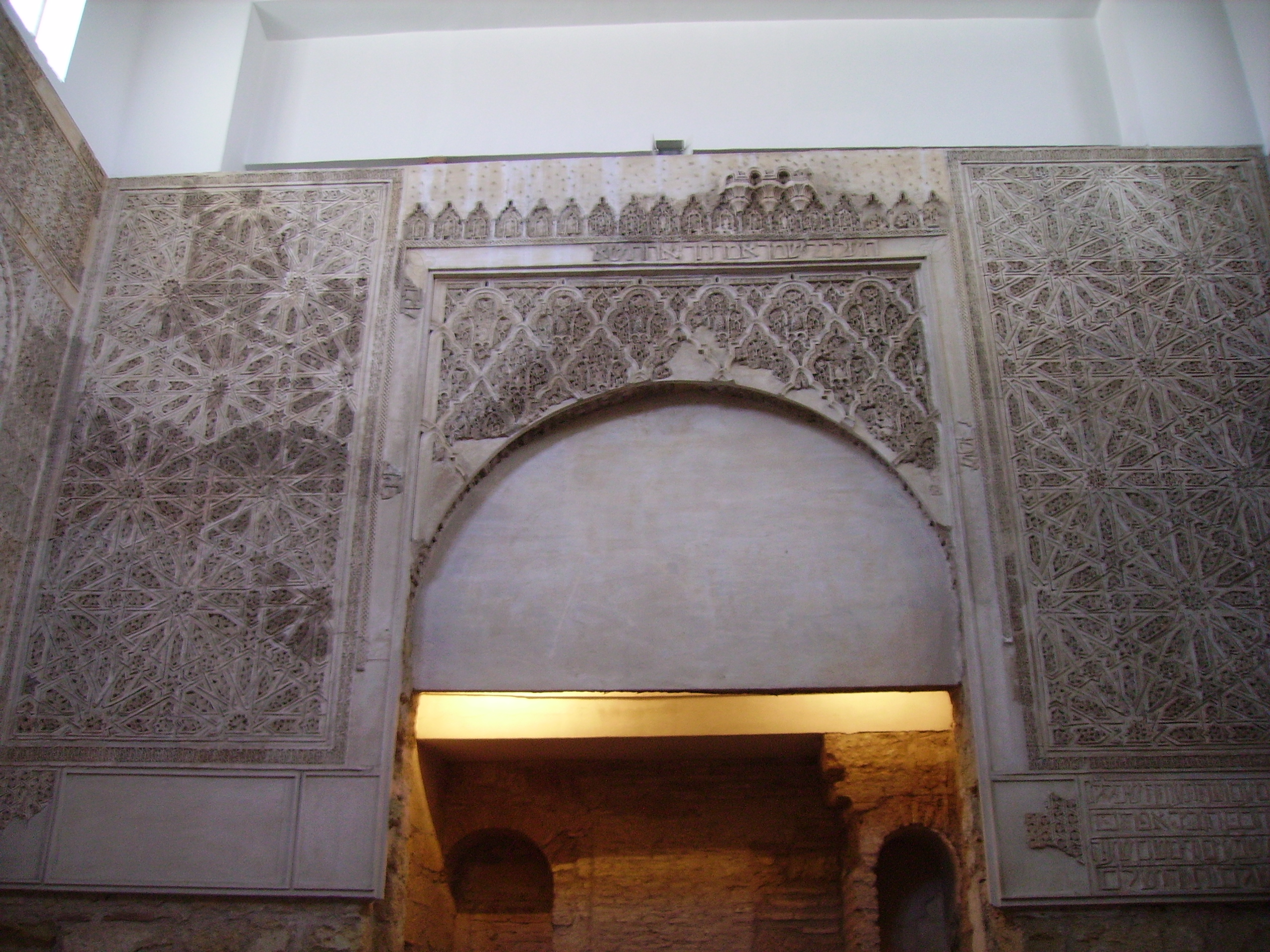
جدار شرقي فوق مخزنة لفائف التوراه
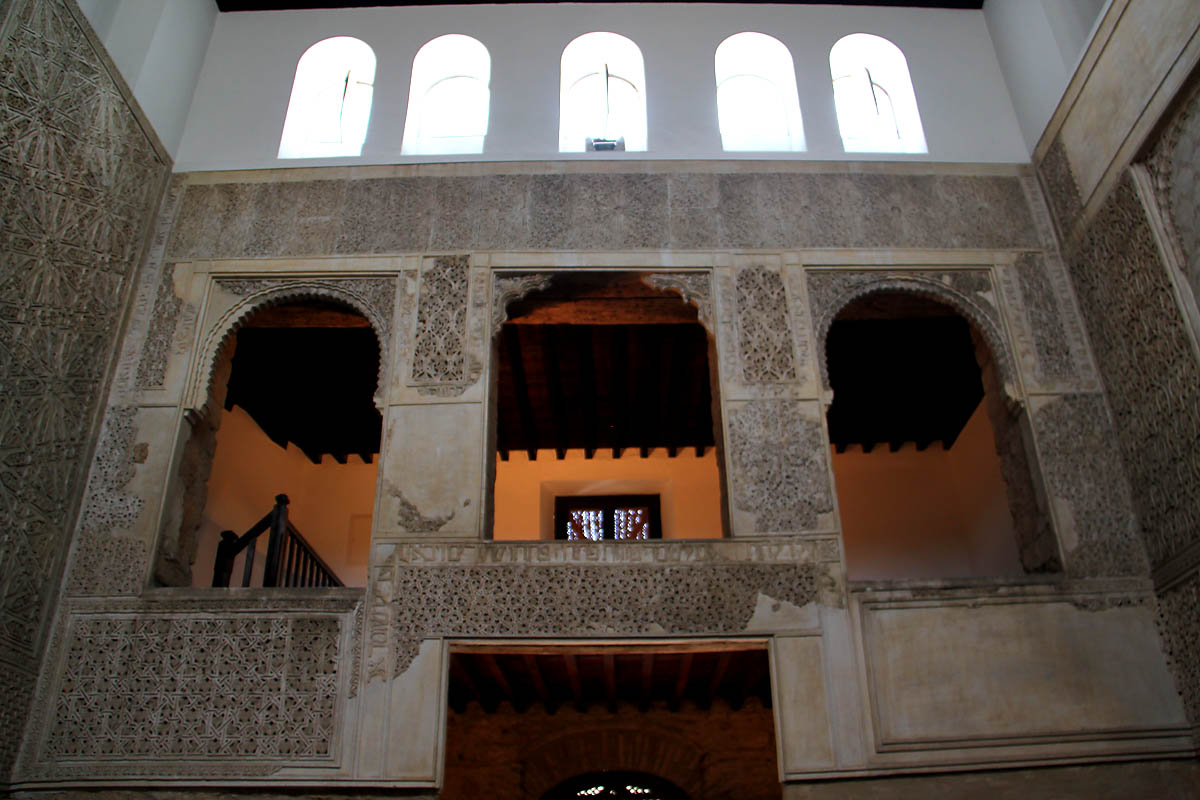
جدار جنوبي، مع موضع صلاة النساء في شرفة الطابق الثاني (وُجدت أصلا مشربية تقسيم تحت الأقواس)
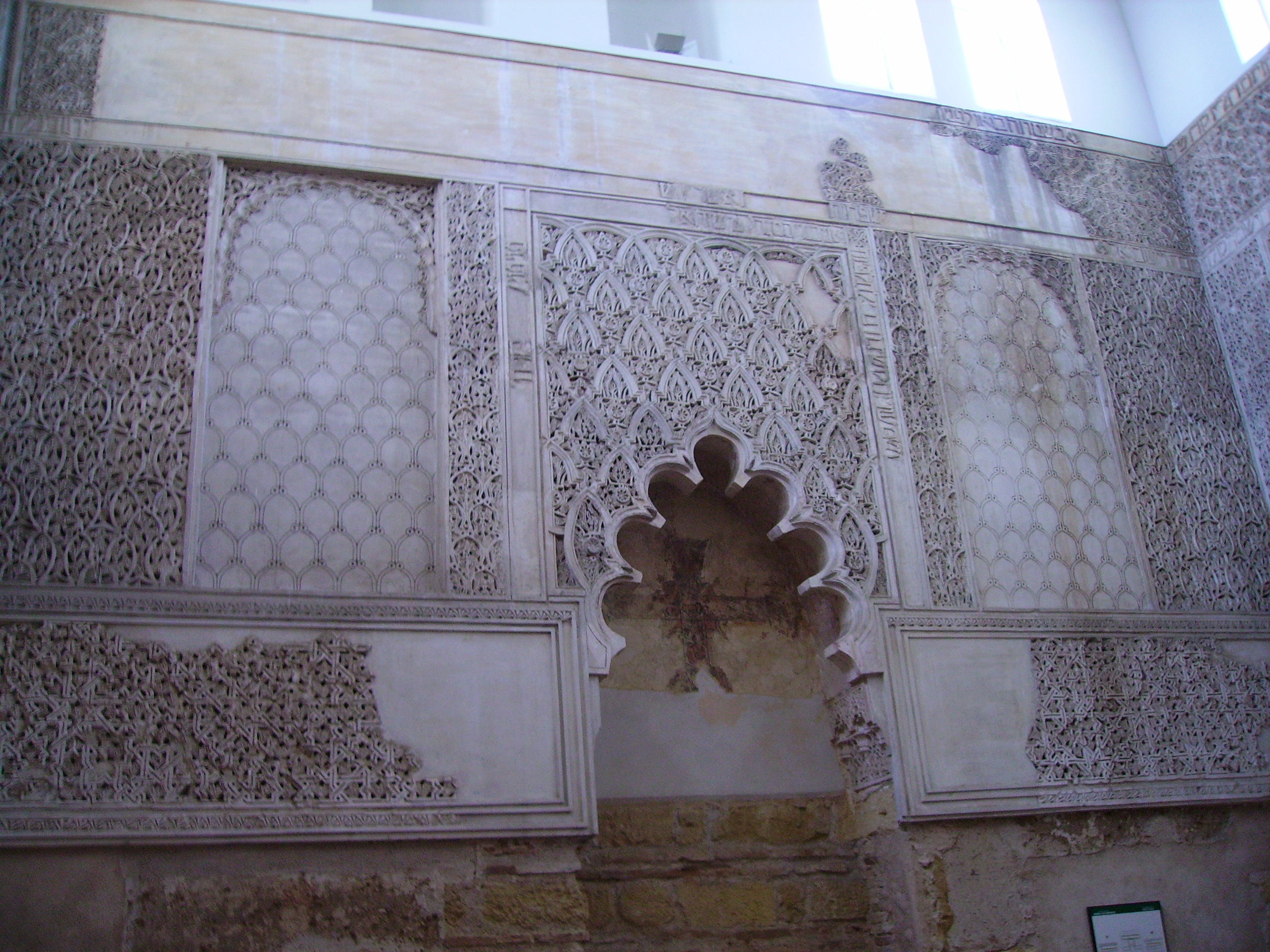
جدار غربي
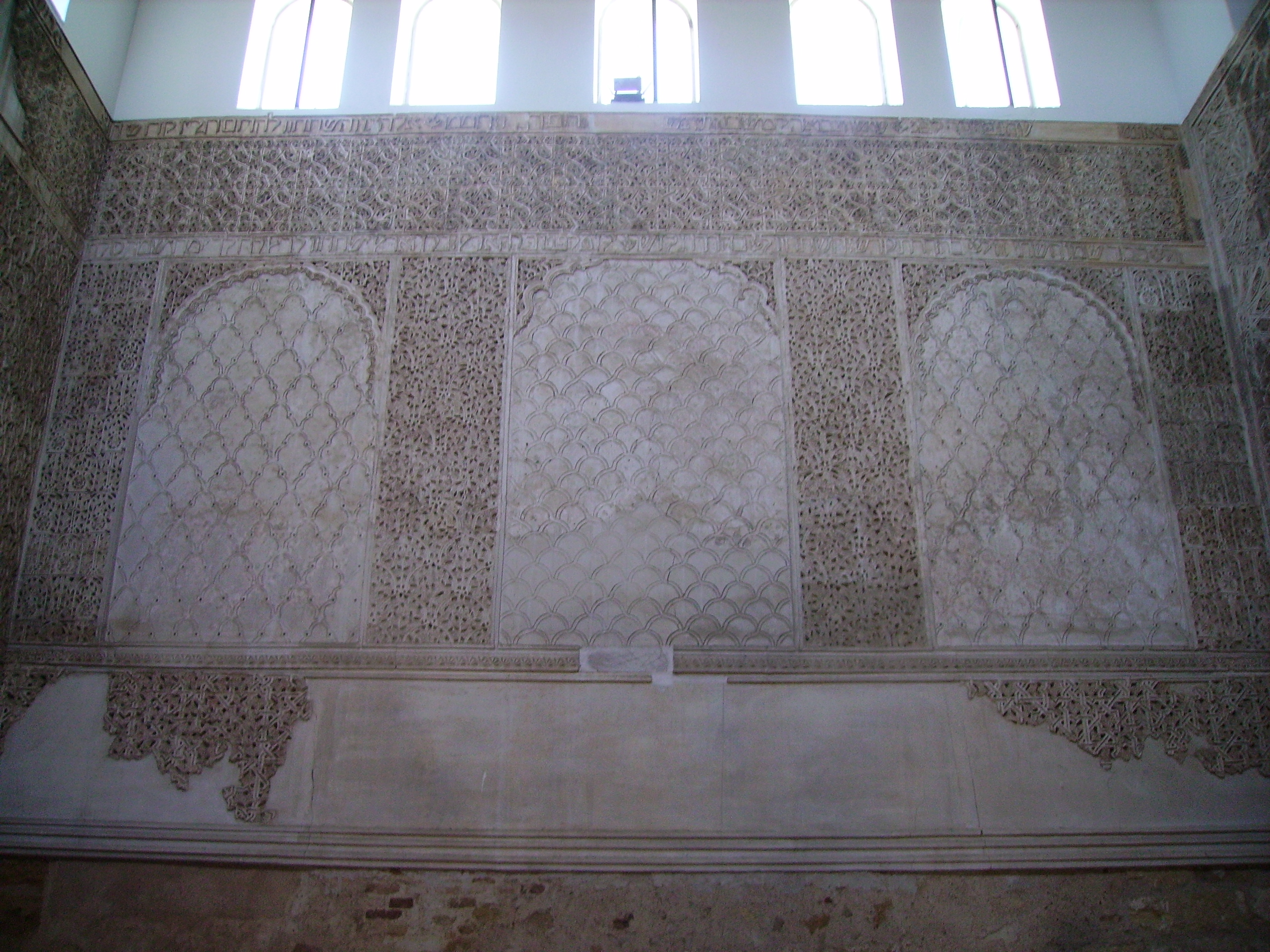
جدار شمالي